# Centro de formación de inglés Al-Azhar
El Centro de formación de inglés Al-Azhar (en inglés Al-Azhar English Training Center AAETC) es un centro de enseñanza de inglés en la Universidad de Al-Azhar en El Cairo financiado por la Universidad de Al Azhar con el apoyo del gobierno británico. El centro abrió sus puertas en febrero de 2008 y está gestionado por el British Council. El centro tiene como objetivo brindarles a los estudiantes las habilidades para "discutir y explicar el Islam", especialmente a los no musulmanes, así como a capacitar a maestros egipcios en metodología, tutoría y administración.

## Ubicación
Al Azhar English Training Center (AAETC) se encuentra en el corazón de El Cairo, en la Universidad de Al Azhar, la segunda universidad más antigua del mundo y el proveedor más reputado de educación islámica auténtica.
El Centro de formación de inglés Al-Azhar proporciona un programa educativo para estudiantes de pregrado de Estudios Islámicos. Alienta a los participantes a convertirse en pensadores críticos y aprendices independientes, permitiéndoles usar el inglés para comunicar la fe y la cultura islámicas y para interactuar con otras religiones y culturas.  Proporcionan programas de desarrollo para maestros con el fin de promover el mejoramiento personal e institucional en la enseñanza y la gestión. El Centro construye lazos entre la comunidad islámica y el mundo sobre la base de las enseñanzas islámicas  mantiene en un espíritu de tolerancia, respeto y comprensión mutua.

## Facultades
Los estudiantes universitarios pertenecen a las cinco facultades de teología de la Universidad Al Azhar (en árabe:جامعة الأزهر الشريف; Al-ʾAzhar al-Šarīf) fundada como escuela chií de teología por el Imperio Fatimí, es considerada por la mayoría de los musulmanes sunníes como la escuela más prestigiosa. 
- Usul al-Din (en árabe:اصول دین)  Facultad especialidad en los fundamentos de la religión, término árabe islámico que se traduce literalmente como "fundamento de la fe", más o menos interpretables como "teología". Principios de la religión son unas bases de creencias de la religión. Y en primer lugar se debe creer en estas bases para aceptar una religión.

- Ad-Dawah Al Islamiyyah (en árabe: دعوة)  Facultad que hace referencia a la acción de predicar el Islam. Al musulmán que practica da'wah, como trabajador religioso o voluntario de la comunidad, se le llama Da'i (Du'āt en plural). Un Da'i es, pues, una persona que invita a la gente a entender el islam a través de un proceso, categorizado en casos como el equivalente islámico de un misionero, como quien invita a la gente a la fe, la oración, o para la vida islámica.
- Ad-derasatul Islamiyyah (Estudios Islámicos) refiere virtualmente a todos los estudios académicos, incluyendo todas las formas tradicionales de pensamiento religioso, como la teología islámica y la jurisprudencia islámica. Además, asimila campos generalmente considerados como seculares por Occidente, como la ciencia islámica y la economía islámica.
- Al-Lughah Al Arabeyah Facultad de enseñanza a profundidad del idioma árabe
- Ash-Shariah Al Islamiyyah (en árabe: شريعة إسلامية‎,), es el cuerpo de derecho islámico. Constituye un código detallado de conducta.

Mantienen un riguroso proceso de selección que se mantiene hasta el final de los estudios. El programa permite a loa estudiantes hablar sobre nuestra cultura islámica en inglés y comunicar el mensaje puro del Islam a otros. Los graduados realizan su estudios en las principales universidades del mundo, como Oxford y Durham.

## Alumnos del centro Al-Azhar
Los estudiantes del Centro de formación de inglés Al-Azhar son los mejores estudiantes de la Universidad Al Azhar que buscan comunicar el mensaje del Islam en inglés y otros idiomas al mundo, con el objetivo de promover una mejor comprensión del mensaje del Islam, la entidad ofrece programas de inglés general y de inglés comunicativo de alta calidad para propósitos religiosos.

## Colaboración
El centro Al-Azhar trabaja con el instituto cultural británico British Council, cuya trabajo esta vinculado con la difunción del conocimiento de la lengua inglesa y su cultura mediante la formación y actividades educativas, siendo líder en formación docente y enseñanza de inglés como lengua extranjera. Mantienen un sistema de enseñanza moderna del idioma inglés y el auténtico conocimiento islámico.